# Cienídeos
Cienídeos (Sciaenidae é uma família de peixes da subordem Percoidei, superfamília Percoidea, muitos chamados pescada, no Brasil, e corvina em Portugal e Moçambique.

## Descrição
Estes peixes tem geralmente um corpo fusiforme, com uma barbatana dorsal longa e com as porções espinhosa e mole bem separadas. A linha lateral atinge o extremo da barbatana caudal, que é arredondada. Muitas espécies apresentam barbilho no queixo e poros, tanto no queixo como no focinho.
Apresentam otólitos de grandes dimensões e uma bexiga natatória igualmente bem desenvolvida, que muitas espécies usam como caixa de ressonância, produzindo sons que dão a este grupo o seu nome vulgar em língua inglesa “croakers” ou “drums” (tambores).

## Habitat
Os cienídeos encontram-se em água doce, salobra e marinha de todos os oceanos. São carnívoros, demersais.

## Géneros
- Aplodinotus
- Argyrosomus
- Aspericorvina
- Atractoscion
- Atrobucca
- Austronibea
- Bahaba
- Bairdiella
- Boesemania
- Cheilotrema
- Chrysochir
- Cilus
- Collichthys
- Corvula
- Ctenosciaena
- Cynoscion
- Daysciaena
- Dendrophysa
- Elattarchus
- Equetus
- Genyonemus
- Isopisthus
- Johnius
- Kathala
- Larimichthys
- Larimus
- Leiostomus
- Lonchurus
- Macrodon
- Macrospinosa
- Megalonibea
- Menticirrhus
- Micropogonias
- Miichthys
- Miracorvina
- Nebris (pescada-banana)
- Nibea
- Odontoscion
- Ophioscion
- Otolithes
- Otolithoides
- Pachypops
- Pachyurus
- Panna
- Paralonchurus
- Paranibea
- Pareques
- Pennahia
- Pentheroscion
- Plagioscion
- Pogonias
- Protonibea
- Protosciaena
- Pseudosciaena
- Pseudotolithus
- Pteroscion
- Pterotolithus
- Roncador
- Sciaena
- Sciaenops
- Seriphus
- Sonorolux
- Stellifer
- Totoaba
- Umbrina